# پریچرد (ویرجینیای غربی)
پریچرد(به انگلیسی: Prichard) شهری در ایالت ویرجینیای غربی کشور ایالات متحده آمریکا است که جمعیت آن در سرشماری سال ۲۰۱۰ میلادی، ۵۲۷ نفر بوده‌است.